# Indrit Tuci
Pour les articles homonymes, voir Tuci.
Indrit Tuci, né le 14 septembre 2000 à Lezhë en Albanie, est un footballeur albanais, qui évolue au poste d'avant-centre à Kayserispor.

## Biographie

### En club
Indrit Tuci est formé dans son pays natal, l'Albanie avant de rejoindre la Croatie et le Lokomotiva Zagreb en 2019.
Il joue son premier match en professionnel le 26 mai 2019 lors de dernière journée de la saison 2018-2019 contre le HNK Gorica. Son équipe s'incline sur le score de trois buts à deux ce jour-là.
Le 26 août 2020 Tuci joue son premier match en Ligue des champions, lors d'une rencontre qualificative face au Rapid Vienne. Le Lokomotiva s'incline sur le score de un but à zéro ce jour-là.

### En équipe nationale
Indrit Tuci fête sa première sélection avec l'équipe d'Albanie espoirs le 15 novembre 2019 contre l'Angleterre. Il entre en jeu ce jour-là et son équipe s'incline sur le score de trois buts à zéro. Il inscrit son premier but pour les espoirs le 4 septembre 2020, face à l'Autriche. Il est titulaire ce jour-là et son équipe s'impose par cinq buts à un.